# Раст (фильм)
«Случайный выстрел» (англ. Rust, в некоторых российских СМИ упоминается как «Ржавчина») — американский фильм режиссёра Джоэла Соузы в жанре вестерна. В фильме снялись Алек Болдуин, Трэвис Фиммел, Патрик Скотт Макдермотт, Фрэнсис Фишер и Джош Хопкинс. В октябре 2021 года производство фильма было приостановлено из-за инцидента, в котором погибла оператор Галина Хатчинс. Съёмки возобновились в апреле 2023 года и завершились в мае. Мировая премьера состоялась в ноябре 2024 года на Международном фестивале кинооператорского искусства Camerimage.

## Сюжет
1880-е.  Харланд Раст — преступник, за голову которого назначена награда. Раст отправляется в Вайоминг, чтобы спасти своего тринадцатилетнего внука Лукаса от смертной казни. Вместе два беглеца вынуждены скрываться от легендарного маршала США Вуда Хелма и охотника за головами Фентона «Проповедника» Лэнга.

## В ролях
- Алек Болдуин — Харланд Раст
- Патрик Скотт Макдермотт — Лукас
- Трэвис Фиммел — Фентон Лэнг
- Фрэнсис Фишер — двоюродная бабушка Лукаса
- Джек Бьюзи — Драм Паркер
- Джош Хопкинс — Вуд Хелм, маршал США
- Девон Веркхейзер[англ.]

## Производство
29 мая 2020 года стало известно, что Алек Болдуин станет продюсером вестерна «Раст», а также сыграет в нём одну из главных ролей. Режиссёром станет Джоэл Соуза. В сентябре 2021 года к актёрскому составу фильма присоединились Трэвис Фиммел, Брейди Нун и Фрэнсис Фишер. В октябре стало известно, что в фильме снимется Дженсен Эклс.
Съёмки начались в октябре 2021 года в Нью-Мексико.

### Инцидент
21 октября 2021 года во время съёмок фильма произошёл инцидент с выстрелом из огнестрельного оружия, которое должно было быть заряжено холостыми патронами. Выстрел совершил Алек Болдуин, в результате чего ранения получили оператор Галина Хатчинс и режиссёр Джоэл Соуза. Хатчинс экстренно доставили на вертолёте в госпиталь Университета Нью-Мексико в Альбукерке, где она в итоге скончалась. Джоэла Соузу госпитализировали «в критическом состоянии». Алек Болдуин дал показания полиции и поначалу был отпущен, но длившееся более двух лет расследование и аналитическая работа экспертов привели к тому, что в январе 2024 года Болдвину было предъявлено два обвинения в непредумышленном убийстве оператора Галины Хатчинс . После этого съёмки фильма были приостановлены. Джоэл Соуза был выписан из больницы 22 октября.

### Возобновление съёмок
В октябре 2022 года стало известно, что съёмки фильма возобновятся в следующем году. Произошли замены актёрского состава: Брейди Нуна сменил Патрик Скотт Макдермотт, а Дженсена Эклса — Джош Хопкинс. Съёмки продолжились в апреле 2023 года. 22 мая 2023 года Болдуин заявил, что съёмки завершены.

## Премьера
Мировая премьера состоялась 20 ноября 2024 года на Международном фестивале кинооператорского искусства Camerimage.